# Polyspora gardneri
Polyspora gardneri är en tvåhjärtbladig växtart som beskrevs av Orel, Peter G.Wilson, Curry och Luu. Polyspora gardneri ingår i släktet Polyspora och familjen Theaceae. Inga underarter finns listade i Catalogue of Life.